# Lista de parques estaduais de Rhode Island
Parques estaduais de Rhode Island, Estados Unidos.

## Parques estaduais
- Beavertail State Park
- Blackstone River Bikeway State Park
- Brenton Point State Park
- Burlingame State Park
- Colt State Park
- East Bay Bike Path State Park
- Fishermen's Memorial State Park
- Fort Adams State Park
- Fort Wetherill State Park
- Goddard Memorial State Park
- Haines Memorial State Park
- Lincoln Woods State Park
- Snake Den State Park
- World War II Memorial State Park

## Praias estaduais
- Charlestown Breachway State Beach
- East Beach State Beach
- East Matunuck State Beach
- Fort Adams State Beach
- Goddard Memorial State Beach
- Misquamicut State Beach
- Roger Wheeler State Beach
- Salty Brine State Beach
- Scarborough State Beach Complex